# Téléphérique de la Zugspitze
Le téléphérique de la Zugspitze est un téléphérique situé dans le massif du Wetterstein dans les Alpes à proximité de Garmisch-Partenkirchen en Bavière en Allemagne. Il permet de relier directement le hameau situé au bord de l'Eibsee au sommet de la Zugspitze, point culminant du pays. 
Inauguré en 2017, il remplace sur le même tracé un ancien téléphérique qui datait de 1963 et permet d'accéder au sommet plus rapidement que par le chemin de fer de la Zugspitze. Avec une différence d'altitude de 1 945 mètres entre les deux stations, il s'agit du téléphérique présentant la plus grande dénivelée en un seul tronçon au monde,,,.

## Historique
La Zugspitze fut rendu accessible en remontée mécanique dès 1926 avec l'inauguration d'un premier téléphérique du côté autrichien. Mais la gare d'arrivée de ce téléphérique présentait l'inconvénient d'être située à plusieurs centaines de mètres en contrebas du sommet.
Durant la même période, les Allemands envisagèrent eux aussi de se lancer dans l'ascension du sommet. Le choix se porta sur le train à crémaillère. En effet, malgré son coût de construction plus élevé et son temps de montée plus long, le train a l'avantage de pouvoir transporter bien plus de passagers à la fois que le téléphérique. Après seulement deux ans de travaux, le Chemin de fer de la Zugspitze (Zugspitzbahn) est inauguré en 1930 ; il permet alors de relier la ville de Garmisch-Partenkirchen au glacier de la Zugspitze. Le sommet est finalement atteint un an plus tard avec l'ouverture du téléphérique sommital.
Avec le développement du tourisme dans les années 1950 et l'ouverture du domaine skiable sur le glacier de la Zugspitze, le nombre de passagers empruntant le chemin de fer augmenta considérablement jusqu'à atteindre la limite de capacité. De plus, à cause de la longueur importante de la ligne (19 km) et de la voie unique obligeant les rames à se croiser aux stations intermédiaires, le temps de montée entre Garmisch et le sommet prenait en moyenne plus d'une heure.

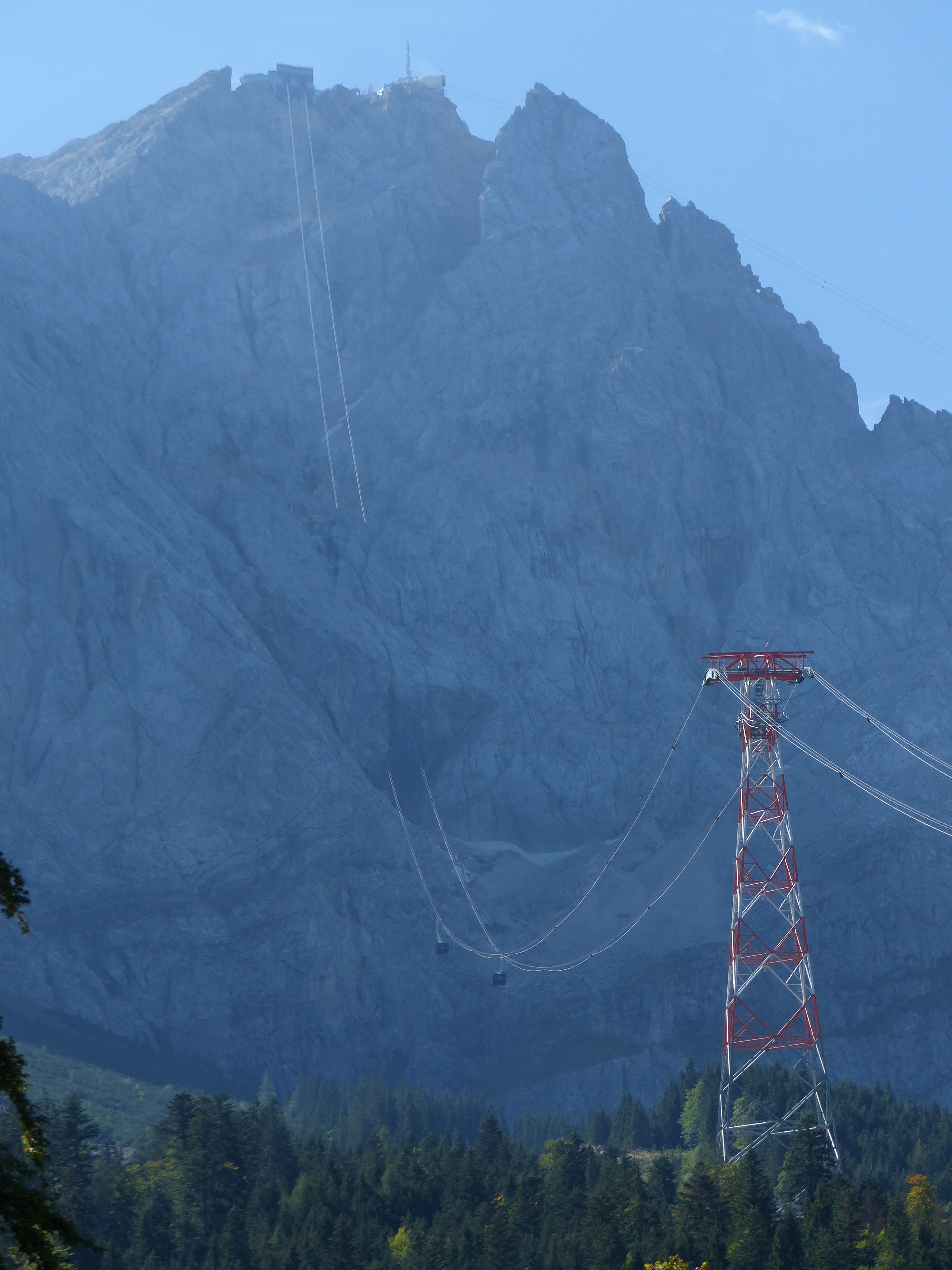
Vue sur la ligne avec le sommet de la Zugspitze et l'unique pylône de la ligne haut de 127 mètres.

C'est  pour ses raisons que la Bayerische Zugspitzbahn prit l'initiative en 1960 de construire un téléphérique dans l'objectif de soulager le Zugspitzbahn et d'offrir un accès au sommet bien plus rapide. La remontée partira du hameau de l'Eibsee, permettant d'offrir une correspondance avec le chemin de fer. La construction fut confiée à l'entreprise allemand Heckel. Le chantier du téléphérique commença alors en 1961 et ce dernier fut ouvert le 1er décembre 1962. Avec une longueur de presque 4,5 km et une dénivelé de près de 2000 mètres, il s'agissait à la fois d'un des téléphériques les plus longs au monde mais surtout de la remontée mécanique avec la plus grande dénivelée au monde sur un seul tronçon, un record n'ayant jamais été battu depuis. Avec sa vitesse de 10 m/s, son temps de montée d'un peu moins de 10 minutes et ses cabines pouvant accueillir jusqu'à 45 personnes, le téléphérique permettait d'assurer un débit d'environ 300 personnes par heure. Il avait également l'avantage de fonctionner toute l'année. La remontée fut rénovée en 2003 dans l'objectif de remplacer la motorisation ainsi que de renouveler l'intérieur des cabines. Finalement, en raison de son vieillissement et de sa capacité relativement faible, l'exploitation du premier téléphérique de l'Eibsee prit fin le 2 avril 2017 après 54 ans de service.

## Description

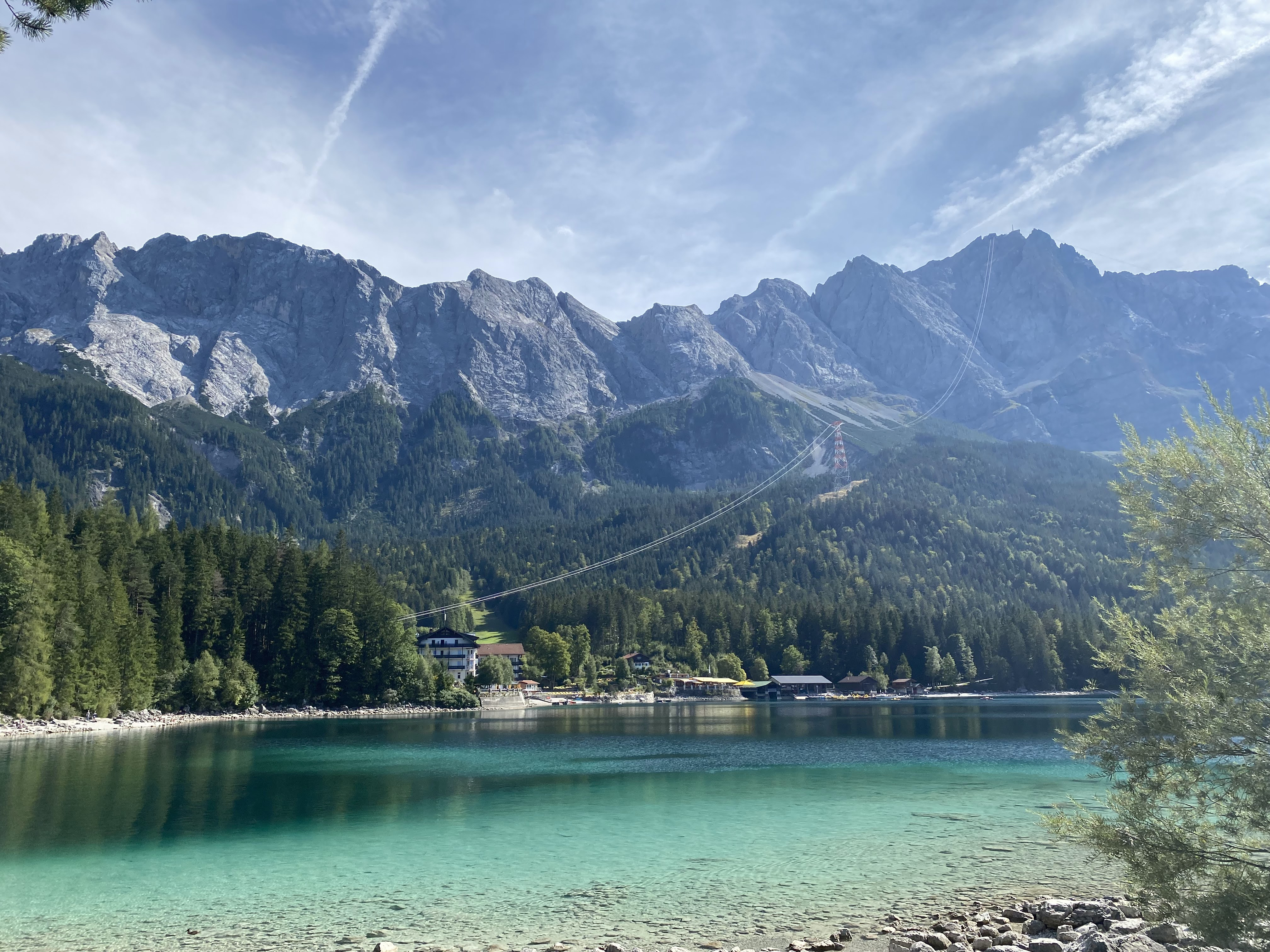
Environnement et parcours du téléphérique

Le téléphérique de la Zugspitze présente des dimensions particulièrement importantes. Sa longueur de 4 467 mètres et son altitude maximale de 2 943 mètres d'altitude en fait de lui la plus longue et l'une des plus hautes remontées mécaniques d'Allemagne. La ligne est soutenue par un unique pylône de 127 mètres de hauteur, ce qui en fait le plus haut d'Europe. Mais sa renommée est liée à son dénivelé de 1 945 mètres en un seul tronçon, record mondial pour une remontée mécanique.   
La gare aval est située dans le hameau de l'Eibsee à 998 mètres d'altitude à proximité du lac du même nom. Elle présente l'avantage d'offrir une correspondance directe avec le Chemin de fer de la Zugspitze. La gare abrite également la motorisation de la remontée.
La gare amont est située au sommet de la Zugspitze à 2 943 mètres d'altitude. Son architecture se compose de nombreuses vitres en verre. Depuis le sommet, on peut également accéder aux gares amont des deux autres téléphériques que sont le Gletscherbahn en provenance du terminus du train à crémaillère et le Tiroler Zugspitzbahn en provenance de la commune d'Ehrwald en Autriche.